# Себастьян Юнг
Себастьян Юнг (нім. Sebastian Jung, нар. 22 червня 1990, Кенігштайн-ім-Таунус) — німецький футболіст, правий захисник клубу «Карлсруе».
Виступав також за «Айнтрахт» і «Вольфсбург», а також національну збірну Німеччини.
Володар Кубка Німеччини. Володар Суперкубка Німеччини. 

## Клубна кар'єра
Народився 22 червня 1990 року в місті Кенігштайн-ім-Таунус. Вихованець юнацької команди місцевого клубу «Кенігштайн», згодом продовжив навчання в академії франкфуртського «Айнтрахта».
У дорослому футболі дебютував 2008 року виступами за другу команду «Айнтрахта», а за рік дебютував у складі його основної команди. За шість років провів за франкфуртську команду 164 матчі в усіх турнірах. 
У травні 2014 року уклав чотирирічний контракт з «Вольфсбургом», у складі якого спочатку був серед гравців основного складу, проте згодом почав отримувати дедалі менше ігрового часу. Протягом останнього року контракту з «Вольфсбургом» виходив на поле лише у чотирьох матчах в усіх турнірах.
23 червня 2019 року уклав контракт терміном на один рік з клубом «Ганновер 96».

## Виступи за збірні
2007 року дебютував у складі юнацької збірної Німеччини (U-18), загалом на юнацькому рівні взяв участь у 13 іграх.
Протягом 2010–2013 років залучався до складу молодіжної збірної Німеччини. На молодіжному рівні зіграв у 19 офіційних матчах.
2014 року провів свою першу і останню гру у складі національної збірної Німеччини, вийшовши на заміну наприкінці товариського матчу з поляками.
| Дата      | Місто   | Господарі | Результат | Гості  | Турнір           | Голи | Примітки |
| --------- | ------- | --------- | --------- | ------ | ---------------- | ---- | -------- |
| 13-5-2014 | Гамбург | Німеччина | 0 – 0     | Польща | товариський матч | -    | 71'      |
| Усього    |         | Матчів    | 1         |        | Голів            | 0    |          |

## Титули і досягнення
- Володар Кубка Німеччини (1):

«Вольфсбург»: 2014-2015
- Володар Суперкубка Німеччини (1):

«Вольфсбург»: 2015